# Meercellig organisme

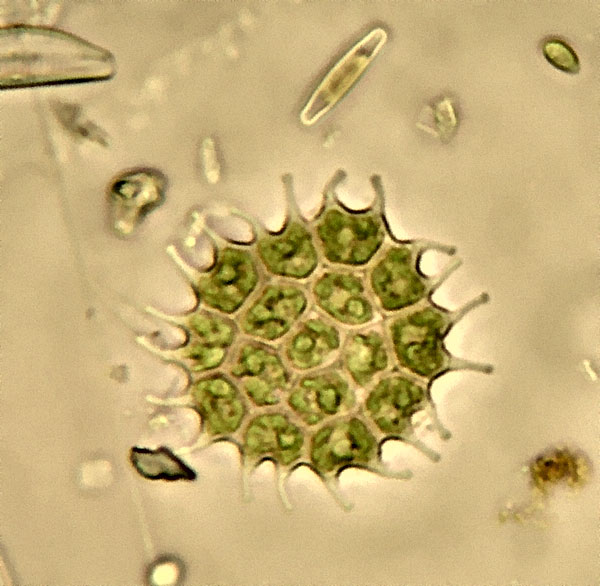
Coenobium van de alg Pediastrum

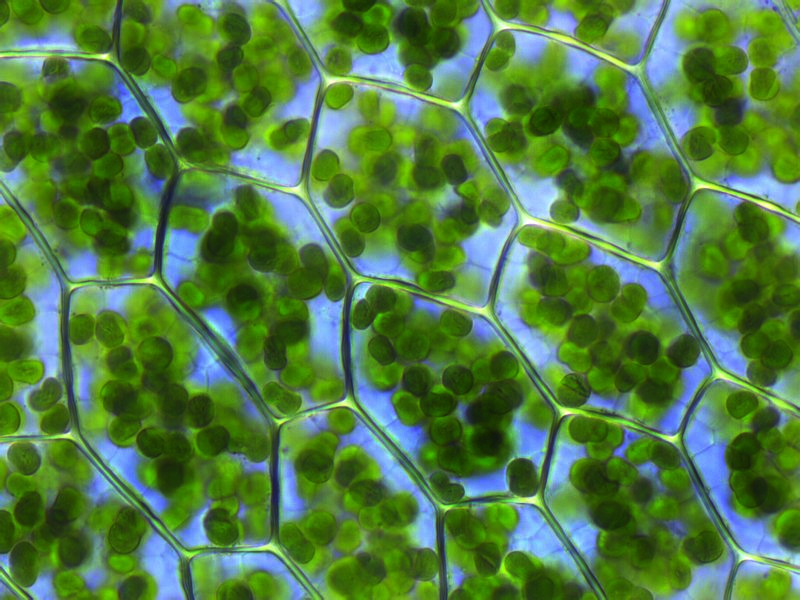
Bladcellen van sterremos (Plagiomnium affine) met chloroplasten en celwanden

Een meercellig organisme is een organisme dat uit meer dan één cel bestaat. Meercelligen hebben een levenscyclus waarin voortplanting wordt afgewisseld met fasen van groei en ontwikkeling. 
Bijna alle soorten organismen die met het blote oog waarneembaar zijn, zijn meercellig. Meercellige organismen omvatten alle landplanten (Embryophyta), het gehele dierenrijk (Animalia), de meeste schimmels (Fungi) en vele soorten algen (Algae). Meercelligen zijn eukaryoot: hun cellen hebben ieder een celkern waarin het - gedurende de evolutie gevormde - erfelijk materiaal van de soort grotendeels ligt opgeslagen.

## Oudste vormen van leven
De eerste vormen van leven waren eencellige prokaryote organismen, waarvan het erfelijk materiaal in het cytoplasma van de cel ligt. Pas veel later, zo'n 600 miljoen jaar geleden, ontstonden in de evolutie meercellige, eukaryote organismen.

## Kolonies
De eerste groepen van eencellige organismen waren kolonies of aggregaties: ophopingen van identieke, prokaryote cellen, zonder of met maar weinig specialisatie (taakverdeling) tussen de cellen, en meestal zonder kenmerkende vorm. Een iets verdere mate van ontwikkeling heeft het coenobium, een groep van cellen, die een bepaald, min of meer vast aantal cellen omvat, die onderling echter nog steeds weinig tot geen specialisatie vertonen.

## Celdifferentiatie
Later in de evolutie kregen verschillende cellen binnen een kolonie verschillende taken (celdifferentiatie), en ontstonden de eerste meercellige eukaryote soorten organismen, die zich, dankzij het in de celkern aanwezige erfelijke materiaal, ook als meercellig organisme konden voortplanten (vermeerderen), en die voor de verschillende levensfuncties gespecialiseerde organen vormden. Verdere specialisatie heeft er gedurende de evolutie uiteindelijk toe geleid dat zeer complexe, meercellige organismen zoals orchideeën en zoogdieren konden ontstaan.

## Meercellige soorten
De grootste groepen van soorten, de supergroepen, zijn vooral prokaryote en eukaryote eencellige soorten. Belangrijke meercellige groepen van organismen zijn de dieren en de schimmels (die beide gerekend worden tot de Unikonta), en de landplanten (behorend tot de Archaeplastida). Daarnaast zijn er ook verschillende soorten meercellige algen, zoals bij de groenwieren, roodwieren en bruinwieren.
| Biologische levenscycli bij meercellige organismen met geslachtelijke voortplanting | Biologische levenscycli bij meercellige organismen met geslachtelijke voortplanting | Biologische levenscycli bij meercellige organismen met geslachtelijke voortplanting | Biologische levenscycli bij meercellige organismen met geslachtelijke voortplanting | Biologische levenscycli bij meercellige organismen met geslachtelijke voortplanting                                                        |
|                                                                                     |                                                                                     | Cytologische kernfasewisseling                                                      | Cytologische kernfasewisseling                                                      | Cytologische kernfasewisseling |
| Type organisme →                                                                    | Type organisme →                                                                    | Haplont                                                                             | Diplont                                                                             | Diplohaplont = Haplodiplont |
| ----------------------------------------------------------------------------------- | ----------------------------------------------------------------------------------- | ----------------------------------------------------------------------------------- | ----------------------------------------------------------------------------------- | --- |
| Kernfase; Kernfasewisseling →                                                       | Kernfase; Kernfasewisseling →                                                       | Haplofase; Haplofasisch                                                             | Diplofase; Diplofasisch                                                             | Afwisseling haplofase ↔ diplofase; Diplohaplofasisch = Heterofasisch                                                                       |
| Meiose moment →                                                                     | Meiose moment →                                                                     | Zygotisch                                                                           | Gametisch                                                                           | Sporisch = Intermediair |
| Morfo- logische generatie- wisseling                                                | Monogenetisch: (monofasisch)                                                        | Monogenetische haplont                                                              | Monogenetische diplont                                                              | |
| Morfo- logische generatie- wisseling                                                | Digenetisch: (difasisch)                                                            |                                                                                     | Digenetische diplont                                                                | Digenetische diplohaplonten \| Isomorf, isospoor \| ↓ Heteromorf ↓ \| ↓ Heteromorf ↓ \| \| Isomorf, isospoor \| isospoor \| heterospoor \| |
| Morfo- logische generatie- wisseling                                                | Trigenetisch: (trifasisch)                                                          |                                                                                     |                                                                                     | Trigenetische diplohaplont |
| Isomorf, isospoor                                                                   | ↓ Heteromorf ↓                                                                      | ↓ Heteromorf ↓                                                                      |                                                                                     | |
| Isomorf, isospoor                                                                   | isospoor                                                                            | heterospoor                                                                         |                                                                                     | |

Er is bij meercellige organismen een grote variatie in levenscycli. Groei en ontwikkeling van een meercelling individu kan plaatsvinden in de haploïde fase (bij haplonten) maar ook in de diploïde fase (bij diplonten) van de levenscyclus of ook in beide (bij diplohaplonten). 
Er kunnen in de levenscyclus van een meercellig organisme een of meer afwisselende generaties voorkomen. Een generatie begint met een voortplantingscel (sporen of zygoten), en na een periode van duidelijke vegetatieve groei en ontwikkeling eindigt het met de vorming van ander reproductieve cellen.
Voorbeelden: bij dieren komt alleen een diploïde generatie voor, doordat voortplantingscellen (zaadcellen en eicel) de enige haploïde cellen zijn in de levenscyclus, daarbuiten zijn alle cellen diploïde. Dieren worden gerekend tot de digenetische diplonten.
Bij planten, met name bij varens en bij mossen, wisselen een haploïde en een diploïde generatie elkaar goed herkenbaar af. Deze planten zijn digenetische diplohaplonten. Bij zaadplanten, waar dit ook zo is, is dat slecht met een microscoop goed waarneembaar.